# Pal Aron
Pal Aron (Birmingham, 1971) is een Engels acteur. Hij is vooral bekend door zijn rollen als Adam Osman in Casualty, Brandon Kane in The Bill, Jayesh Parekh en Sonny Dhillon in Coronation Street.
Voordat hij beroepsacteur werd, speelde hij mee in de theaterproducties van Theatre of the Unemployed in Birmingham. In het theater vertolkte Aron rollen als Malcolm in Macbeth en Edgar in King Lear, beide geproduceerd door de Royal Shakespeare Company.
Vanaf januari 2008 speelde Aron de rol van Vijay Chohan in de ziekenhuissoap The Royal Today en later volgde de komische serie The Cup, waarin hij de rol van Dr Kaskar op zich nam – een door voetbal geobsedeerde vader, die via zijn zoon zijn eigen voetbaldromen wil waarmaken.